# Darwin González (futbolista)
Darwin Jesús González Mendoza (Calabozo, Estado Guárico, Venezuela; 20 de mayo de 1994) es un futbolista venezolano que juega como delantero en el Cape Town City FC de la Premier Soccer League de Sudáfrica.

## Trayectoria

### Inicios
Salió del Barrio CañaFístola de Calabozo. Forma parte de siete hermanos, de los cuales solo tres siguen vivos ya que los otros han muerto por razones de violencia. Su vida estuvo en peligro varias veces por sus hermanos, quienes también estuvieron incluidos en ese tipo de bandas. Estuvo a punto de ingresar en la Efofac (Escuela de Formación de Oficiales de la Guardia Nacional), sin embargo se decantó por el fútbol donde brillaba en el equipo del barrio local. Su entrenador Alcides Betancourt se lo mostró a Rafael Castrillo, entrenador de Arroceros de Calabozo equipo de la ciudad que funge en la Segunda División de Venezuela y se lo llevó a la primera categoría del equipo.

### Arroceros de Calabozo
Darwin González llegó al equipo más importante de su estado en el año 2013. En su primer semestre anotó dos goles en el Torneo de Promoción y Permanencia 2013. En la temporada 2013-14, anotó en su primer semestre dos goles, clasificando su equipo de cuarto en el Grupo Centro-Occidental. En la Segunda División Venezolana 2013-14#Serie de Ascenso 2014 anotaría un gol en el minuto 92' al Sport Club Guaraní. Sin embargo, finalizan en la sexta posición sin posibilidades de llegar a Primera. 
El siguiente semestre provocaría la eclosión del calaboceño. El 1 de octubre de 2014 anotaría en el empate a 2 ante Caracas Fútbol Club en el Estadio Alfredo Simon Pietri. Su gol marcó el 2-0 en el minuto 39' en el partido correspondiente a los octavos de final de la Copa Venezuela 2014. La semana siguiente jugó los 90 minutos en el Estadio Olímpico de la UCV y eliminaron al máximo campeón de Venezuela al ganarles 3-2. El 12 de octubre, le anota al Metropolitanos Fútbol Club en el partido de ida de los cuartos de final poniendo el 3-1 sobre la mesa en el estado Guárico. En la ida de la semifinal marca de penalti en la semifinal de ida contra Deportivo La Guaira, lo que sería un gol histórico para la institución por la instancia en que se encontraban. Sin embargo, salieron derrotados 1-2 y perderían la vuelta por la mínima. Darwin González fue de los jugadores más destacados de la gesta del equipo de segunda división.

### Deportivo La Guaira

#### Filial
El 27 de enero de 2015 se hace oficial la llegada del jugador a la entidad varguense para así formar parte del filial. El 9 de febrero logró su primera diana en el filial, en la que también fue la primera victoria en el Torneo de Promoción y Permanencia 2015, logrando vencer 1-0 al Gran Valencia F.C.. La siguiente jornada le tocaría enfrentar a su exequipo, el Arroceros de Calabozo, donde ganaron 1-4 y el futbolista oriundo de aquella zona pudo anotar y asistir. Al finalizar el torneo, el segundo equipo de La Guaira logró el cupo para disputar la Segunda División de Venezuela 2016, al quedar en el segundo lugar de la región central. Darwin González fue el segundo máximo goleador de su equipo después de Emerson Tineo, anotando 4 dianas.

#### Primer equipo
Las actuaciones del futbolista venezolano, propiciaron que el 26 de abril de 2015 realizara su debut en Primera División de Venezuela en el partido correspondiente del Torneo Clausura 2015 ante el Zulia Fútbol Club, en el Estadio José Encarnación Romero. El jugador entró de titular y disputó 81 minutos en la derrota 1-0. La siguiente jornada, que sería la última del campeonato, el entrenador Leonardo González lo volvería a colocar de titular. Para sorpresa de todos, anotó un doblete y su equipo venció al Tucanes de Amazonas 3-1.
Para la siguiente campaña, Darwin González formó a ser parte del primer equipo. Juega su primer partido en el Torneo de Adecuación 2015 en la jornada 7 el 15 de agosto ante Deportivo Táchira, entra en el minuto 66' y en el 82' anota el tanto que cierra el marcador 2-0. A partir de ahí, Darwin empezaría a ser habitual en el once. A los cuatro días jugó su primer partido internacional ante la Universidad Católica de Ecuador en la Copa Sudamericana 2015 ingresando en el minuto 67'. El 27 de octubre se corona campeón de la Copa Venezuela 2015 al vencer al Club Deportivo Lara dirigido por Rafael Dudamel; Darwin disputó los últimos 27 minutos del encuentro de vuelta. El 13 de diciembre anota el único gol de la final de vuelta del Torneo de Adecuación contra el Zamora Fútbol Club en la fracción 79' después de haber entrado diecinueve minutos antes, y estuvo a punto de anotar el gol que los enviaba a la tanda de penales. De esta manera, el guariqueño cuaja un segundo semestre exitoso en la capital, saliendo campeón de la copa doméstica y subcampeón de la liga nacional, dándole ambos campeonatos el cupo a la Copa Sudamericana 2016. Finalizó con 1249 minutos disputados entre veintitrés partidos y anotando 5 goles; todo esto en los tres frentes.
En el Torneo Apertura 2016 Darwin no tendría el mismo protagonismo en el Deportivo La Guaira, de los 15 partidos que disputó 8 fueron de titulares, teniendo mucha ausencia de minutos entre los meses de febrero y marzo. Se consolidó en su vuelta a la titularidad el 9 de abril marcando el gol del empate al Deportivo Anzoátegui. Fue eliminado en la fase final de la liga por el Caracas Fútbol Club en los cuartos de final. Participó en 845 minutos y anotó dos goles.
El siguiente semestre Darwin González iba a ser más importante para La Guaira. En el primer mes del Torneo Clausura ya había anotado dos veces y disputó su primer partido fuera de Venezuela el 12 de agosto ante Deportes Tolima por la primera fase de la Copa Sudamericana 2016. En esta misma competencia logró su segundo doblete contra el Club Sport Emelec de Ecuador en los dieciseisavos de final, ayudando a su equipo a ganar 4-2 en el Estadio Metropolitano de Lara, que durante un corto tiempo ha sido sede del equipo del litoral. Darwin González se convirtió, tras Richard Blanco, en el segundo venezolano en marcar doblete ante un equipo extranjero en la Copa Sudamericana. Esta victoria fue suficiente para alcanzar los octavos de final donde se enfrentarán a San Lorenzo.

## Clubes
| Club                         | País      | Temporadas    |
| ---------------------------- | --------- | ------------- |
| Arroceros de Calabozo        | Venezuela | 2013-2014     |
| Deportivo La Guaira          | Venezuela | 2015-2017     |
| Patronato (cedido)           | Argentina | 2017          |
| Deportivo La Guaira          | Venezuela | 2018          |
| Etoile Sportive du Sahel     | Túnez     | 2019-2021     |
| Deportivo La Guaira          | Venezuela | 2021          |
| Cape Town City Football Club | Sudáfrica | 2022-presente |

## Palmarés

### Campeonatos nacionales
| Título         | Club                | País      | Año                 |
| -------------- | ------------------- | --------- | ------------------- |
| Copa Venezuela | Deportivo La Guaira | Venezuela | Copa Venezuela 2015 |